# The Rome Pro(g)ject
The Rome Pro(g)ject is een studioalbum van een aantal Italiaanse popmuzikanten, die normaliter in Narrow Pass en Il Tempio Delle Clessidre spelen. Zij werden aangevuld door enkele dan bekende personen uit de progressieve rock. Het album ademt de sfeer uit van de eerste albums van Genesis (Gabriel-tijdperk). Dat is niet zo vreemd, de “schrijver” van het project Mario Giammetti schreef een biografie over die band. Het centrale thema is de geschiedenis van Rome. Het merendeel van de nummers is instrumentaal, dus ieder kan zijn eigen invulling geven aan de muziek. 

## Musici
- Vincenzo Ricca – toetsinstrumenten (2, 3, 6, 7, 8, 9, 10)
- Paolo Ricca – gitaar (2)
- Franck Corduzzi – basgitaar (2, 3, 8)
- Luca Grosso – slagwerk (2, 3, 7, 8)
- Francesco di Giacomo – spreekstem (2) (uit de band Banco)
- David Cross – viool (elektrische en akoestische) (3) (uit de band King Crimson)
- Mauro Montobbio – gitaar, toetsinstrumenten (4, 9) (uit Narrow pass)
- Elisa Montaldo – piano (4) (uit de band Il Tempio Delle Clessidre)
- Fabio Cremo – basgitaar (4) (uit de band Il Tempio Delle Clessidre)
- Paolo Tixi -slagwerk (4)
- John Hackett – dwarsfluit (5) (uit de Steve Hackett Band)
- Nick Magnus – toetsinstrumenten, percussie (5)(uit de Steve Hackett Band)
- Steve Hackett – gitaar (6, 10)
- Danilo Chirella – basgitaar (6, 9)
- Maurizio Mirabelli – slagwerk (6, 9, 10)
- Richard Sinclair – basgitaar (7)(uit de band Caravan)
- Jerry Cutillo – dwarsfluit (7)
- Giorgio Clementelli – akoestische gitaar (7)
- David Jackson – saxofoons, dwarsfluit (8 uit de band Van der Graaf Generator)

## Muziek
| Nr. | Titel                                                  | Duur |
| --- | ------------------------------------------------------ | ---- |
| 1.  | Prologue                                               | 1:49 |
| 2.  | April 21st 753 B.C. (Vincenzo & Paolo Ricca)           | 6:13 |
| 3.  | Over 2000 fountains (Cross, V. Ricca)                  | 7:15 |
| 4.  | In and around the Colosseum (Mauro Montobbia)          | 9:28 |
| 5.  | Monuments and statues everywhere (John Hackett/Magnus) | 6:16 |
| 6.  | Down to the domus area (Steve Hackett, V. Ricca)       | 6:20 |
| 7.  | Caracalla’s dream (Sinclair, V. Ricca)                 | 4:28 |
| 8.  | A mankind heritage (Jackson, V.Ricca)                  | 4:35 |
| 9.  | Towards the future (V.Ricca)                           | 5;37 |
| 10. | The mouth of truth (S. Hackett, V. Ricca)              | 3:18 |

Tegelijkertijd werd een single uitgegeven met twee remixen van Down to the domus area en Towards the future. 